# Stefan Gerstner

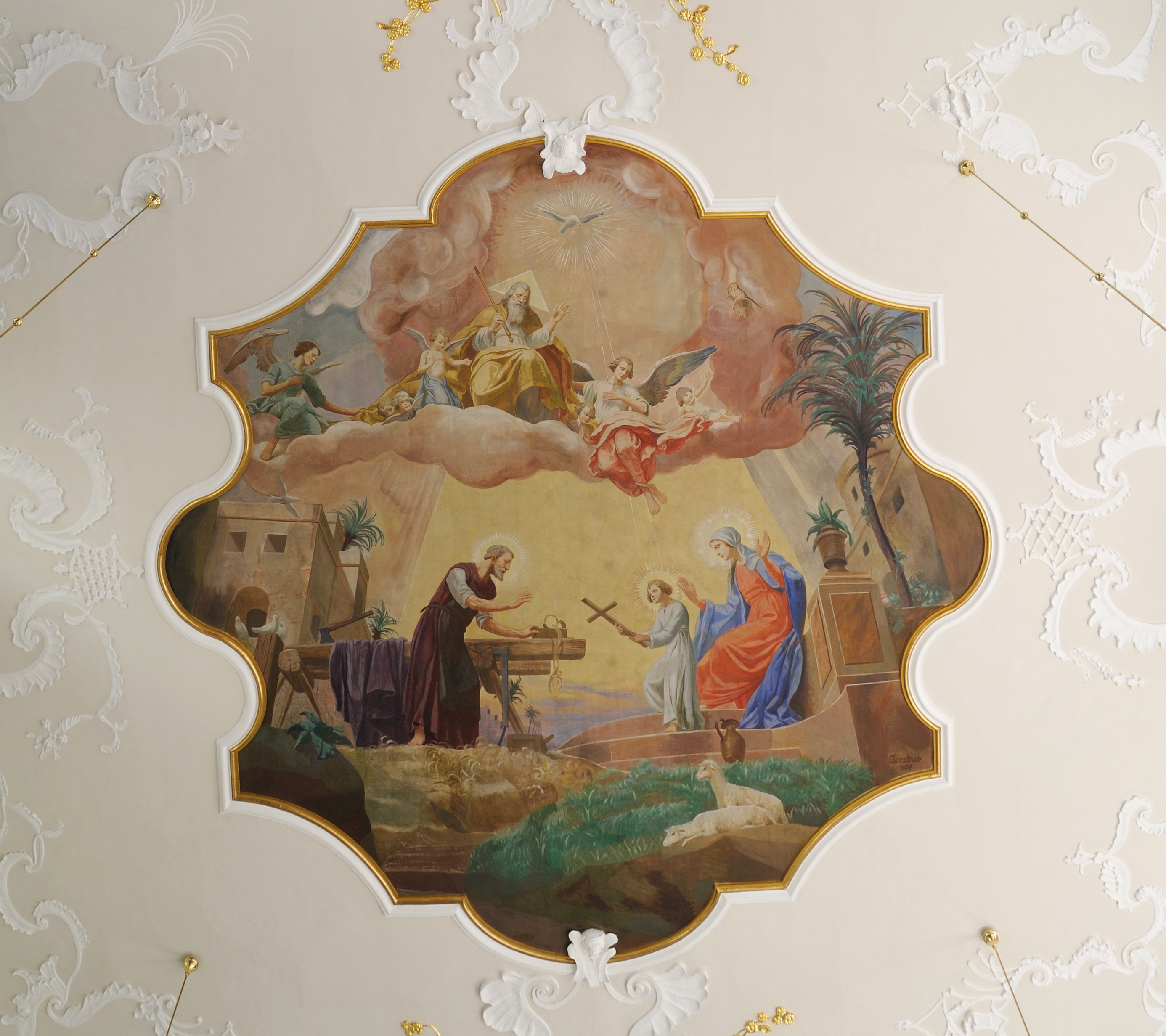
Deckenbild in St. Leodegar, Schliengen

Stefan Gerstner (* 26. Dezember 1885 in Mörsch, Baden; † 1. Dezember 1971 ebenda) war ein deutscher Maler.
Er war der Sohn des Gipsers Xaver Gerstner (1852–1888) und seiner Ehefrau Karoline Walter. 1920 heiratete er Maria Emilie Deck. Er machte seine Ausbildung bei dem Kirchenmaler Max Stertz in Endingen und studierte bei Hans Thoma an der Kunstakademie Karlsruhe. Er schuf hauptsächlich Malereien für Kirchen in Baden.

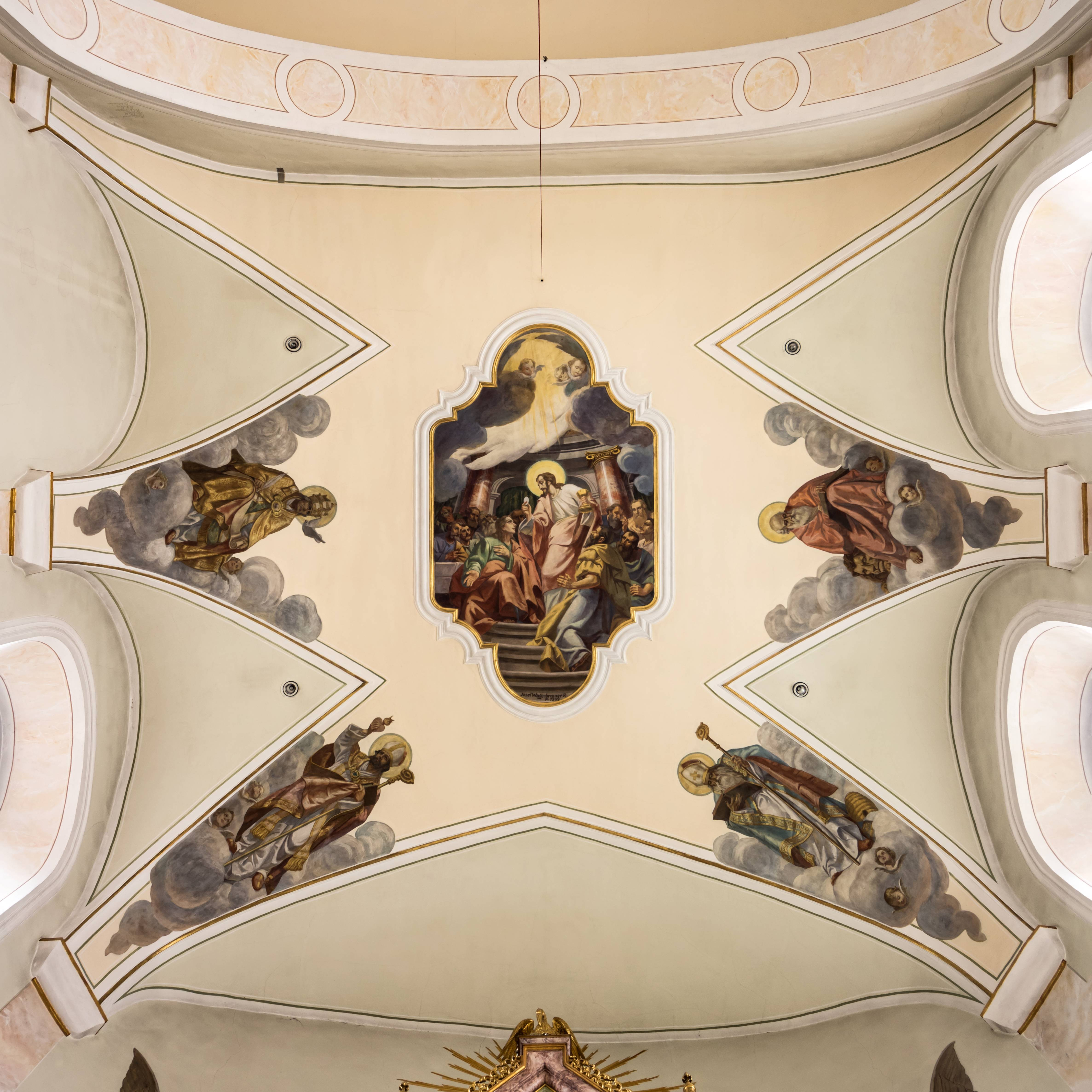
Deckenmalerei in St. Cosmas und Damian, Jechtingen

## Werke
- 1928/29 Dossenheim, St. Pankratius, Deckengemälde
- 1929/30 Munzingen, St. Stephan, Kreuzigungsbild am Altar, nach einem Entwurf von Josef Mariano Kitschker[1]
- 1937 Schliengen, St. Leodegar, Deckenbilder.[2]
- 1948 Au am Rhein, St. Antonius-Kapelle, Antoniusbild[3]
- 1954 Jechtingen, St. Cosmas und Damian, Deckenmalerei[4]
- 1958 Bietigheim, Heilig Kreuz, Ausbesserung von Inventarteilen
- 1959 Bietigheim, Heilig Kreuz, Hochaltar, Bilder der Hl. Petrus und Paulus[5]
- Dielheim-Balzfeld, Hl. Kreuz, Deckenbild im Langhaus[6]
- Wittnau, Mariä Himmelfahrt, Deckenbild